# Lassitude Lake
Der Lassitude Lake (von englisch lassitude ‚Trägheit, Abgeschlagenheit‘) ist ein 2,2 Hektar großer, permanent zugefrorener See mit einem Eisdom im Zentrum im ostantarktischen Mac-Robertson-Land. In den Framnes Mountains liegt er am Fuße der Eishänge des Rumdoodle Lake.
Das Antarctic Names Committee of Australia benannte ihn. Namensgebend sind die Leiden des Expeditionsarztes Prone im Roman Die Besteigung des Rum Doodle des britischen Schriftstellers William Ernest Bowman aus dem Jahr 1956. Das Buch gehört zu den meistgelesenen Werken auf der Mawson-Station.